# Silene bourgeaui
Silene bourgeaui är en nejlikväxtart som beskrevs av Philip Barker Webb och Christ. Silene bourgeaui ingår i släktet glimmar, och familjen nejlikväxter. Inga underarter finns listade i Catalogue of Life.